# VXI

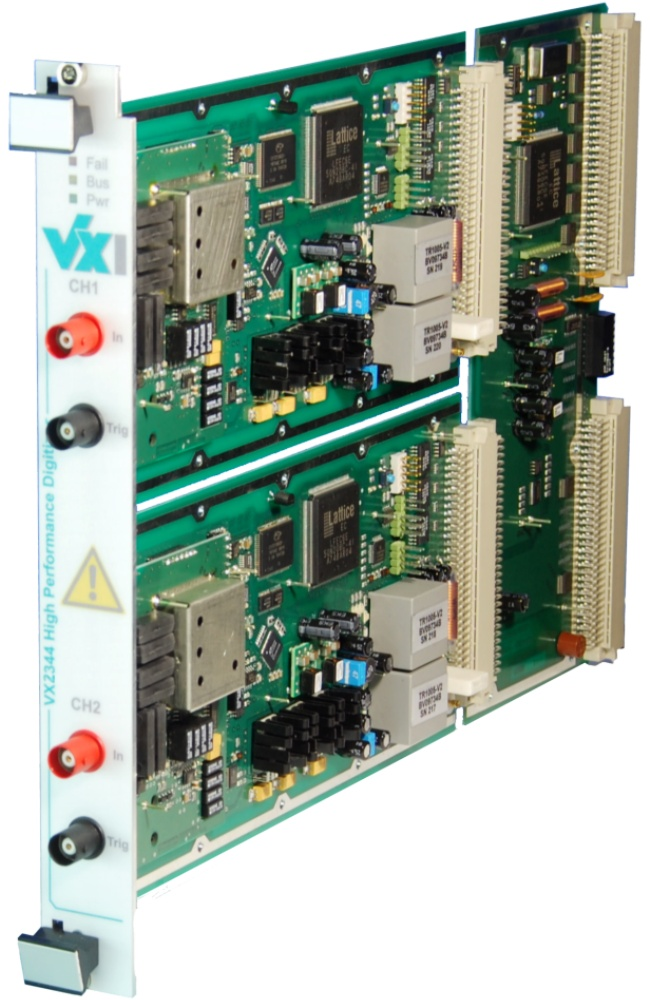

VXI (англ. VME eXtensions for Instrumentation) — відкритий стандарт на контрольно-вимірювальну і керуючу апаратуру вищого класу точності. Стандарт використовує специфікації комп'ютерної шини VME, до яких додані визначення додаткових  ліній для синхронізації і запуску, а також механічні вимоги і стандартні протоколи для конфігурації, зв'язку на основі повідомлень, розширення для різних форм-факторів, і інші можливості. У 2004 році до специфікації шини VXI було додано розширення 2eVME, надавши йому максимальну швидкість передачі даних 160 Мб/с.
Ряд найбільших виробників контрольно-вимірювального обладнання (основні — National Instruments, Agilent Technologies, Racal, Wavetek, Tektronix) об'єдналися в 1987 в VXI-консорціум, який ставить своєю метою координацію всіх виробників і розвиток стандарту.